# Championnat d'Océanie masculin de handball 2010
Navigation
Océanie 2008 Océanie 2012
La 7e édition du Championnat d'Océanie masculin de handball a lieu dans la ville de Porirua en Nouvelle-Zélande du 8 au 10 mai 2010. Le vainqueur de la compétition est sacré champion d'Océanie de handball et décroche sa qualification pour le Championnat du monde 2011 qui se déroule en Suède. C'est l'Australie, vainqueur de tous ses matchs qui se qualifie.

## Phase finale

### Formule
Les trois équipes que sont l'Australie, la Nouvelle-Zélande et les îles Cook disputent ce tournoi.
Il a lieu sous la forme de poule aller-retour au rythme de deux matchs par jour. Tous les matchs se déroulent en Nouvelle-Zélande dans la ville de Porirua dans la Te Rauparaha Arena.

### Classement
|   | Équipe           | Pts | J | G | N | P | Bp  | Bc  | Diff |
| - | ---------------- | --- | - | - | - | - | --- | --- | ---- |
| 1 | Australie        | 8   | 4 | 4 | 0 | 0 | 147 | 53  | 94   |
| 2 | Nouvelle-Zélande | 4   | 4 | 2 | 0 | 2 | 100 | 93  | 7    |
| 3 | Îles Cook        | 0   | 4 | 0 | 0 | 4 | 53  | 154 | -101 |

### Résultats
| 8 mai 10 h 30 | Australie | 41 - 13  | Îles Cook         | Te Rauparaha Arena, Porirua |
| 8 mai 10 h 30 | Kelly 7   | (16 - 3) | Zimmerman, John 4 | Te Rauparaha Arena, Porirua |
| 8 mai 10 h 30 | ×3 ×2     | Rapport  | ×2 ×7             | Te Rauparaha Arena, Porirua |

| 8 mai 19 h 00 | Australie         | 30 - 17  | Nouvelle-Zélande | Te Rauparaha Arena, Porirua |
| 8 mai 19 h 00 | Blondell, Kelly 6 | (17 - 7) | Nuthall 5        | Te Rauparaha Arena, Porirua |
| 8 mai 19 h 00 | ×3 ×5             | Rapport  | ×3               | Te Rauparaha Arena, Porirua |

| 9 mai 10 h 30 | Nouvelle-Zélande | 16 - 30  | Australie  | Te Rauparaha Arena, Porirua |
| 9 mai 10 h 30 | Fitzpatrick 4    | (6 - 15) | Blondell 8 | Te Rauparaha Arena, Porirua |
| 9 mai 10 h 30 | ×1 ×5            | Rapport  | ×2 ×6      | Te Rauparaha Arena, Porirua |

| 9 mai 19 h 00 | Îles Cook  | 21 - 36  | Nouvelle-Zélande | Te Rauparaha Arena, Porirua Affluence : 89 |
| 9 mai 19 h 00 | Robinson 9 | (7 - 23) | McKay 9          | Te Rauparaha Arena, Porirua Affluence : 89 |
| 9 mai 19 h 00 | ×2 ×1      | Rapport  | ×2               | Te Rauparaha Arena, Porirua Affluence : 89 |

| 10 mai 10 h 30 | Îles Cook | 7 - 46   | Australie    | Te Rauparaha Arena, Porirua Affluence : 27 |
| 10 mai 10 h 30 | John 4    | (4 - 22) | Stojanovic 8 | Te Rauparaha Arena, Porirua Affluence : 27 |
| 10 mai 10 h 30 | Rapport   |          |              | Te Rauparaha Arena, Porirua Affluence : 27 |

| 10 mai 19 h 00 | Nouvelle-Zélande          | 31 - 12  | Îles Cook  | Te Rauparaha Arena, Porirua Affluence : 124 |
| 10 mai 19 h 00 | Nuthall, McKay, Whatman 6 | (17 - 5) | Shedlock 5 | Te Rauparaha Arena, Porirua Affluence : 124 |
| 10 mai 19 h 00 | ×2                        | Rapport  | ×3         | Te Rauparaha Arena, Porirua Affluence : 124 |